# أزمة الأردن 1958
أزمة الأردن عام 1958 يتم ذكرها على أنها محاولة انقلاب ضد نظام الملك حسين بن طلال حدثت خلال ربيع وصيف ذلك العام. وقد حدث ذلك على خلفية العديد من الثورات الأخرى خلال ذلك العام، وتم تنظيمها من قبل قوى المعارضة المدعومة من سوريا ومصر. وقد وقعت محاولة الانقلاب على خلفية الأحداث نفسها التي وقعت في ثورة 14 يوليو 1958، وكان من المخطط أن تحدث محاولة الانقلاب خلال فترة زمنية مماثلة. تم تحديد يوم 17 يوليو موعداً للانقلاب. وتأتي هذه المحاولة بعد محاولة انقلاب أخرى مزعومة قبل سنة فقط، وحدثت في نفس الوقت مع أزمة لبنان 1958، والتي دبرتها أيضًا الجمهورية العربية المتحدة.

## الخلفية
عام 1957 جرت محاولة انقلاب مزعومة ضد النظام الملكي، بدعم من مصر وسوريا أيضًا. بعد ذلك تم عزل حكومة سليمان النابلسي المنتخبة ديمقراطيا، وتم وضع الدولة تحت الأحكام العرفية. ومع إلغاء المعاهدة الأنجلو أردنية لعام 1948 وتعريب الجيش، انخفض اعتماد عمان على المملكة المتحدة، إلا أن العلاقات لم تتأثر. وبموجب مبدأ أيزنهاور، أصبحت الولايات المتحدة الداعم الرئيسي للنظام الملكي الهاشمي، في حين ظلت المملكة المتحدة تحتفظ بنفوذها. وبموجب نفس المبدأ، تم الاتفاق على "تقسيم العمل" بين الولايات المتحدة والمملكة المتحدة، حيث تدعم الولايات المتحدة حكومة لبنان، وتدعم المملكة المتحدة حكومة الأردن، وبالتالي الهاشميين.
استمرت التوترات بالتصاعد في أواخر عام 1957، حيث واصل معارضو الملك حسين نشاطهم بدعم من مصر والمكتب الثاني السوري. ففي 12 ديسمبر 1957، زار الملك حسين مدينة نابلس، إحدى النقاط الساخنة للنشاط المعادي للهاشميين، حيث لم يكن الترحيب به "عفوياً تماماً". وبعد أيام قليلة، ألقى أحد أفراد عائلة طوقان خطاباً يدعم فيه الهاشميين في المدينة، حيث تعرض لهجوم بمادة حامضية في الشوارع في أعقاب ذلك. وفي شهر ديسمبر، تم اعتقال أعضاء من حزب التحرير، ووقعت عدة هجمات بالقنابل (استهدفت إحداها محافظ عمان سعد جمعة، والأخرى استهدفت بعثات التنقيب عن النفط الأميركي في الأردن) في الشهر نفسه. وقد دفع هذا الملك حسين إلى محاولة ترهيب معارضيه من خلال إصدار قوانين صارمة، مثل السجن لمدة 15 عاماً لحيازة أو بيع/شراء الأسلحة الأوتوماتيكية والمتفجرات، وعقوبة الإعدام لاستخدام هذه العناصر "بقصد القتل أو الإيذاء". ومع ذلك ظلت المعارضة ثابتة، حيث استمرت الاعتقالات الأخرى في يناير.
في أواخر يناير كانت الخطط الرامية إلى إنشاء اتحاد بين مصر وسوريا جارية، وهو ما اعتبره حسين تهديدًا مباشرًا. ومن شأن هذه المخاوف أن تشكل المحفز لنشوء الاتحاد العربي الهاشمي بين الأردن والعراق. وفي 1 فبراير، تحققت المخاوف الهاشمية، حيث تشكلت الجمهورية العربية المتحدة، مما أدى إلى تشكيل الاتحاد العربي. نشبت معركة دعائية بين الاتحادين.
أيضا انتقد عبد الناصر "المتعاونين مع الإمبريالية" في عمان وبغداد ووصفهم بأنهم يحاولون "استرضاء الإمبرياليين". الأردن سيرد (عبر إذاعة عمان) بانتقاد الجمهورية العربية المتحدة لسماحها لقوات قوة الطوارئ الأولى باحتلال سيناء. قامت كل دولة بحظر البث الإذاعي للدولة الأخرى في محاولة للرقابة على دعاية الدولة الأخرى. كانت القوات المسلحة غير شعبية على الإطلاق، وكان العديد من الأردنيين يفضلون أن يكونوا جزءًا من اتحاد الجمهورية العربية المتحدة.
لاحقا سيتم تشكيل مؤامرتين ضد الهاشميين. كانت العملية الأصغر حجماً المخطط لها في فبراير تتضمن تخريب الحرس الوطني من قبل "الضباط الأحرار"، في حين تم التخطيط للعملية الأكثر أهمية (أي أزمة عام 1958) في يوليو. وقد تم تزويد السلطات الهاشمية بهذه المعلومات عن طريق وكالة المخابرات المركزية المتمركزة فيها.
باستخدام هذه المعلومات، تم اعتقال أحد المتدربين واستجوابه، حيث كشف أنه تم التعاقد معه لاغتيال الملك حسين وعمه الشريف ناصر في مؤامرة منسقة مع عملية اغتيال مماثلة للملك فيصل. وبعد ذلك، تم إخطار السلطات العراقية بالمؤامرة، والتي تعهدت باتخاذ الإجراءات اللازمة".

## الأحداث
ومن المفارقات العجيبة أن سقوط العراق كان نتيجة مباشرة لمخاوف الملك حسين. وطلب الدعم العسكري من العراق، وأرسل رئيس الوزراء العراقي نوري السعيد اللواء العشرين، وأثناء توجهه إلى الأردن ، استدار اللواء وأطاح بالنظام الملكي العراقي. بذل الملك حسين محاولات عديدة لوقف الانقلاب، وحاول فرض سيطرته على الجيش العراقي (الذي سمح له بذلك بموجب اتفاقية الاتحاد العربي)، ولكن دون فائدة. وتراجعت الكتيبة العراقية في المفرق إلى العراق بعد سماعها بالانقلاب للانضمام إليهم، وانشق الجيش العراقي بالكامل تقريبًا وانضم إلى الانقلابيين.
اتخذ الملك حسين تدابير متعددة لمنع امتداد الانقلاب إلى الأردن. وتولى السيطرة المباشرة على الاتحاد العربي، وأمر الجيش بقمع المظاهرات المعادية، وحراسة القنصليات والسفارات الأجنبية في جميع أنحاء الدولة. شهدت نابلس إضرابات صغيرة، ولكن تم قمعها بسهولة بعد حصار المدينة.
بعد وصول خبر الانقلاب المخطط له إلى لندن، تم تفعيل خطط الطوارئ البريطانية، ومع ذلك، ظل الخوف قائمًا من أن يكون الوضع بمثابة تكرار لأزمة السويس، حيث تجبرهم القوى الأجنبية على المغادرة. كانت المخاوف من استيلاء إسرائيل على الضفة الغربية والقدس الشرقية منتشرة على نطاق واسع في كل من الحكومتين البريطانية والأردنية. طلبت بريطانيا من إسرائيل الإذن باستخدام المجال الجوي الإسرائيلي لتنفيذ 'عملية الثبات'، التي كانت خطتهم في الأردن.
وفي 16 يوليو، أي قبل يوم واحد من الانقلاب المخطط له، استدعى الملك حسين القائم بالأعمال البريطاني (هيث ماسون) ونظيره الأمريكي (توماس رايت) لمناقشة "حالة الطوارئ"، حيث تم إبلاغهما بتاريخ الانقلاب المخطط له. وأُبلغ حسين ورئيس وزرائه سمير الرفاعي بعملية "الثبات" في الاجتماع نفسه.

### عملية الثبات
في هذه العملية (المنفصلة تمامًا عن عملية الحرب العالمية الثانية، على الرغم من أنهما تشتركان في نفس الاسم)، لن تتدخل القوات البريطانية بشكل مباشر. وعلى الرغم من أن سمير الرفاعي طالب البريطانيين بالتدخل المباشر في العراق، مستشهداً بحلف بغداد، إلا أن هذا الطلب قوبل بالرفض القاطع. وكان الهدف من الخطة هو تحليق القوات البريطانية فوق إسرائيل وهبوطها في عمان، حيث يتم إرسالها لحماية قصر رغدان وقاعدة جوية في عمان. وقد تم تقديم طلبات لقوات بريطانية لحماية الحدود مع إسرائيل وسوريا، ولكن هذه الطلبات قوبلت بالرفض القاطع.
كان من المقرر أن تبدأ العملية في صباح 17 يوليو، عندما تدخلت الطائرات البريطانية المجال الجوي الإسرائيلي قبل الحصول على التصريح للاستخدام. وقد أدى هذا إلى قيام البطاريات الإسرائيلية المضادة للطائرات بإطلاق النار على الطائرات البريطانية، مما أجبر بعضها على الانسحاب إلى قبرص. وبعد أن وافقت الولايات المتحدة على حماية إسرائيل من أي هجمات انتقامية، نزلت القوات البريطانية دون معارضة تقريبًا، حيث أدت جهود قوات الأمن الأردنية، بالإضافة إلى المخاوف من التدخل الإسرائيلي، إلى تهدئة معارضي الهاشميين، وتم إحباط الانقلاب.

## ما بعد الحادثة
بعد محاولة الانقلاب، سعى الملك حسين إلى إعادة تأسيس "اتصال شخصي" مع جيشه، من خلال برنامج زيارات إلى القواعد العسكرية في أنحاء البلاد. كما أطلق حملة لتشكيل فيالق بدوية جديدة من الجيش، حيث كان يُنظر إليهم على أنهم أكثر ولاءً للهاشميين، وهذا ما كانوا عليه بالفعل. وقد اقترح سمير الرفاعي عقد اتفاقية دفاعية بين اليونان وتركيا وإيطاليا وألمانيا الغربية ولبنان والسودان والأردن، لكن هذا الاقتراح لم يتحقق أبدًا.
وفي 31 يوليو أُبلغ الملك حسين أن الولايات المتحدة وبريطانيا تعتزمان الاعتراف بالحكومة العراقية الجديدة، وبموجب هذا وافق على تفكيك الاتحاد العربي. كانت القوات البريطانية حاضرة في هدوء حذر في الأردن، حيث وقعت تفجيران نظمهما عملاء المكتب الثاني السوري، مما دفع الملك حسين للتخطيط لإعدام العملاء، لكن بريطانيا برفض ذلك، من أجل حشد الدعم الشعبي البريطاني لحكومته.
ونتيجة لتصاعد العنف في العاصمة، مع وقوع تفجيرين في 29 يوليو و3 أغسطس، فقد ارتفعت المخاوف من احتمال الاستيلاء على السلطة مرة أخرى وكانت الخطط البريطانية للقيام بانتفاضة شاملة تتمثل في تأمين الملك وعائلته المقربة، وإجلائهم من الأردن، وتأمين القاعدة الجوية حتى يتم إجلاء جميع القوات البريطانية. القوات البريطانية، على الرغم من أنها لم تكن تهدف إلى استخدام القوة لإعادة الملك حسين إلى السلطة في حالة نجاح الانقلاب، فقد تم تفويضها باستخدام القوة العدوانية إذا تعرضت للهجوم، بدعم من سلاح الجو الملكي البريطاني الذي يحلق فوق إسرائيل (إذا تم منح الإذن) أو سوريا (إذا رفضت إسرائيل - حتى لو كان هذا ينتهك سيادة الجمهورية العربية المتحدة ). 
ولم تكن نوايا إسرائيل معروفة بشأن الضفة الغربية. وأبلغوا بريطانيا وفرنسا أنه حتى إذا انهارت الأردن ودخلت في حرب أهلية فإنهم لن يغزوا الضفة الغربية. ومع ذلك، أبلغوا الأميركيين أنهم لن يكون لديهم خيار آخر في حال انهيار الحكومة الأردنية. 
في 1 أكتوبر أُعلن عن مغادرة القوات البريطانية الأردن، لتحل محلها بعثة تابعة للأمم المتحدة. وساعد هذا الدعاية الهاشمية، حيث ادعت أن التهديد كان خارجياً، وبالتالي تهديداً مباشراً لاستقلال الأردن. ومن المقرر أن يبدأ الإجلاء البريطاني في العشرين من أكتوبر، وينتهي في الثاني من نوفمبر. حصلت القوات البريطانية على الإذن بالتحليق فوق سوريا، وتم السماح للطائرات التي طلبتها الأردن بالتحليق فوق سوريا، في بيان لترسيخ نهاية الأزمة، والعلاقات السلمية بين الجمهورية العربية المتحدة والأردن. في الأول من ديسمبر 1958، تم إلغاء الأحكام العرفية (التي كانت سارية منذ أبريل 1957)، مما يمثل نهاية الأزمة بشكل نهائي.
وبعد الصراع، تحرك الملك حسين لتعزيز العلاقات مع الغرب، حيث تحول المستفيد الرئيسي من الأردن بشكل نهائي من المملكة المتحدة قبل الأزمة إلى الولايات المتحدة بعد الأزمة. أثبتت الأزمة أن المملكة المتحدة لم تكن قادرة على التصرف بشكل مستقل، حيث انتظرت كل من المملكة المتحدة وإسرائيل  الحصول على إذن من الولايات المتحدة قبل اتخاذ أي إجراء، وهو ما عزز نفس الاستنتاج نتيجة لأزمة السويس خلال العدوان الثلاثي.